# Жива речовина
Жива́ речовина́ — вся сукупність тіл живих організмів в біосфері, незалежно від їх систематичної приналежності.
Це поняття не слід плутати з поняттям «біомаса», яка є частиною біогенної речовини.
Термін введений В. І. Вернадським.

## Характеристики живої речовини
До складу живої речовини входять як органічні (в хімічному сенсі), так і неорганічні, або мінеральні, речовини. Вернадський писав:
|  | Ідея про те, що явища життя можна пояснити існуванням складних вуглецевих сполук - живих білків, безповоротно спростована сукупністю емпіричних фактів геохімії ... Жива речовина - це сукупність всіх організмів. |

Маса живої речовини порівняно мала і оцінюється величиною 2,4-3,6 × 1012 т (в сухій масі) і становить менше 10−6 маси інших оболонок Землі. Але це одна «з наймогутніших геохімічних сил нашої планети».
Жива речовина розвивається там, де може існувати життя, тобто на перетині атмосфери, літосфери та гідросфери. В умовах, несприятливих для існування, жива речовина переходить в стан анабіозу.
Специфіка живої речовини полягає в наступному:
1. Жива речовина біосфери характеризується величезною вільною енергією. В неорганічному світі за кількістю вільної енергії з живою речовиною можна порівняти тільки недовговічні незастиглі лавові потоки.
2. Різка відмінність між живою і неживою речовиною біосфери спостерігається у швидкості протікання хімічних реакцій: в живій речовині реакції протікають в тисячі і мільйони разів швидше.
3. Відмінною особливістю живої речовини є те, що індивідуальні хімічні сполуки, які складають її — білки, ферменти тощо — стійкі тільки в живих організмах (значною мірою це характерно і для мінеральних сполук, які входять до складу живої речовини).
4. Довільний рух живої речовини в значній мірі саморегульований.

В. І. Вернадський виділяв дві специфічні форми руху живої речовини:

а) пасивну, яка створюється розмноженням і притаманна як тваринам, так і рослинним організмам;

б) активну, яка здійснюється за рахунок спрямованого переміщення організмів (вона характерна для тварин і в меншій мірі для рослин). Живій речовині також притаманне прагнення заповнити собою весь можливий простір.
1. Жива речовина виявляє значно більшу морфологічну і хімічну різноманітність, ніж неживе. Крім того, на відміну від неживої абіогенної речовини жива речовина не буває представлена виключно рідкою чи газовою фазою. Тіла організмів побудовані у всіх трьох фазових станах.
2. Жива речовина представлено в біосфері у вигляді дисперсних тіл — індивідуальних організмів. Причому, будучи дисперсною, жива речовина ніколи не знаходиться на Землі в морфологічно чистій формі — у вигляді популяцій організмів одного виду: вона завжди представлена біоценозами.
3. Жива речовина існує в формі безперервного чергування поколінь, завдяки чому сучасне жива речовина генетично пов'язана з живою речовиною минулих епох. При цьому характерним для живої речовини є наявність еволюційного процесу, тобто відтворення живої речовини відбувається не за типом абсолютного копіювання попередніх поколінь, а шляхом морфологічних і біохімічних змін.

## Значення живої речовини
Робота живої речовини в біосфері досить різноманітна. За Вернадським, робота живої речовини в біосфері може проявлятися у двох основних формах:

а) хімічній (біохімічній) — I рід геологічної діяльності;

б) механічній — II рід транспортної діяльності.
Біогенна міграція атомів I роду проявляється в постійному обміні речовини між організмами і навколишнім середовищем в процесі побудови тіла організмів, перетравлення їжі. Біогенна міграція атомів II роду полягає в переміщенні речовини організмами в ході їх життєдіяльності (при будівництві нір, гнізд, при заглибленні організмів в ґрунт), переміщення самої живої речовини, а також пропускання неорганічних речовин через шлунковий тракт ґрунтоїдів, мулоїдів, фільтраторів.
Для розуміння тієї роботи, яку здійснює жива речовина в біосфері, дуже важливими є три основні положення, які В. І. Вернадський назвав біогеохімічними принципами:
1. Біогенна міграція атомів хімічних елементів в біосфері завжди прагне до максимального свого прояву.
2. Еволюція видів у ході геологічного часу, що призводить до створення стійких в біосфері форм життя, йде в напрямі, що підсилює біогенну міграцію атомів.
3. Жива речовина перебуває в безперервному хімічному обміні з космічним середовищем, що його оточує, створюється і підтримується на нашій планеті променистою енергією Сонця.

Виділяють п'ять основних функцій живої речовини:
1. Енергетична. Полягає в поглинанні сонячної енергії при фотосинтезі, а хімічної енергії — шляхом розкладання енергонасичених речовин і передачі енергії по харчових ланцюгах різнорідної живої речовини.
2. Концентраційна. Вибіркове накопичення в ході життєдіяльності певних видів речовини. Виділяють два типи концентрацій хімічних елементів живою речовиною: а) масове підвищення концентрацій елементів у середовищі, насиченою цими елементами, наприклад, сірки і заліза багато в живій речовині в районах вулканізму; б) специфічну концентрацію того чи іншого елемента незалежно від середовища.
3. Деструктивна. Полягає в мінералізації необіогенної органічної речовини, розкладанні неживої неорганічної речовини, залученні речовин, що утворилися, в біологічний кругообіг.
4. Середовищеутворююча. Перетворення фізико-хімічних параметрів середовища (головним чином за рахунок необіогенної речовини).
5. Транспортна. Харчові взаємодії живої речовини приводять до переміщення величезних мас хімічних елементів і речовин проти сил тяжіння і в горизонтальному напрямку.

Жива речовина охоплює і перебудовує всі хімічні процеси біосфери. Жива речовина є найпотужнішою геологічною силою, що зростає з ходом часу. Віддаючи належне пам'яті великого основоположника вчення про біосферу, наступне узагальнення О. І. Перельман запропонував назвати «законом Вернадського»:
|  | «Міграція хімічних елементів на земній поверхні і в біосфері в цілому здійснюється або за безпосередньої участі живої речовини (біогенна міграція) або ж вона протікає в середовищі, геохімічні особливості якого (О2, СО2, H2 S і т. д.) переважно зумовлені живою речовиною як тією, що в даний час населяє дану систему, так і тією, що діяла на Землі протягом всієї геологічної історії». |